# BMW Museum

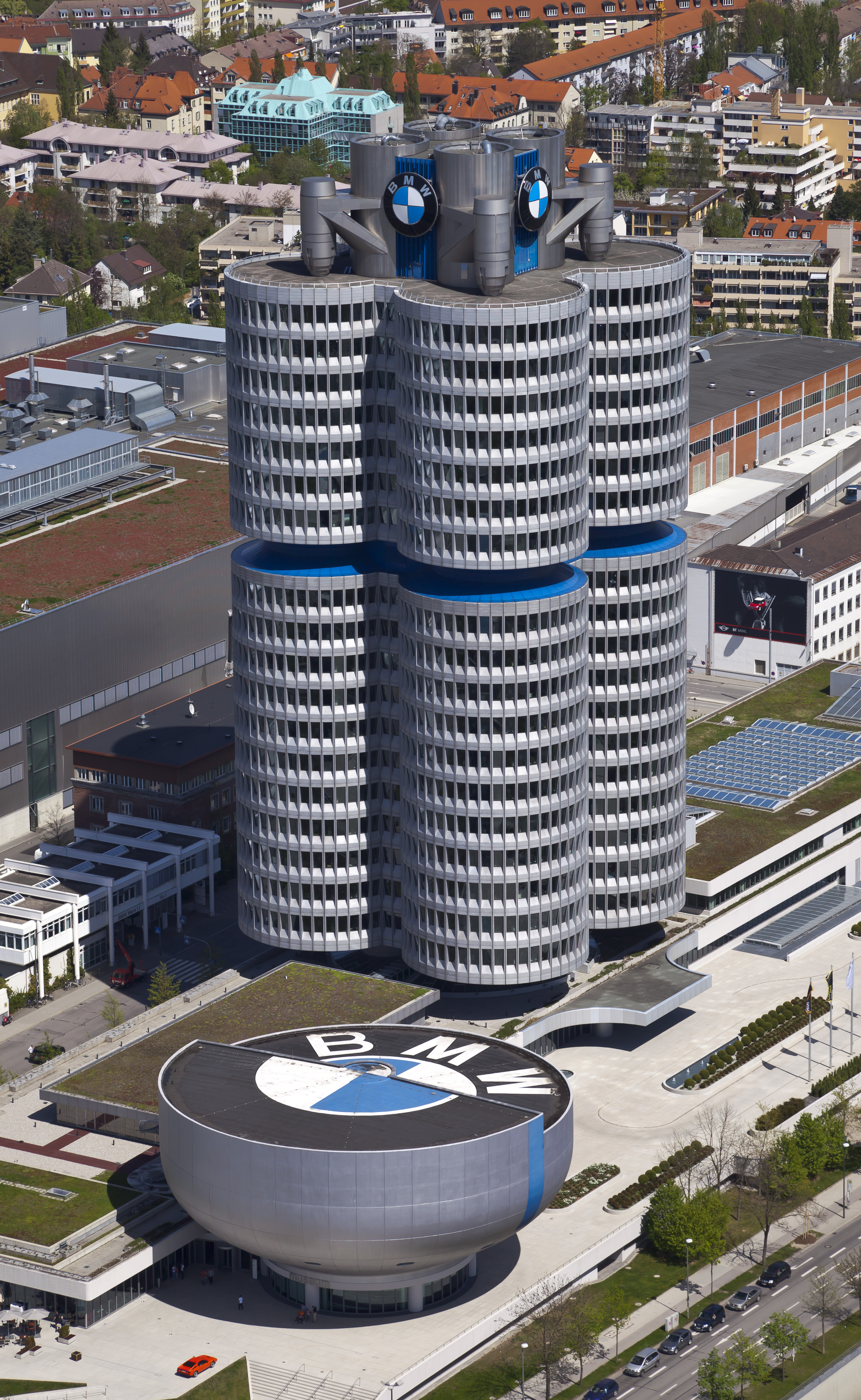
Blick vom Olympiaturm auf das BMW Museum und den BMW-Vierzylinder

Das BMW Museum ist ein vom Automobilhersteller BMW betriebenes Automobilmuseum in München. Es liegt neben der Konzernverwaltung des Unternehmens im BMW-Vierzylinder Am Riesenfeld in der Nähe des Olympiageländes. Das Museum wurde 1973 kurz nach den Olympischen Sommerspielen eröffnet.

## Architektur und Konzept

### Ausstellung „Zeithorizont(e)“
Thema der Ausstellung ist die technische Entwicklung der Produkte von BMW von der Vergangenheit über die Gegenwart bis in die Zukunft. Zu sehen sind Motoren und Turbinen, Flugzeuge, Motorräder und Fahrzeuge in verschiedenen Varianten.

### Zahlen
Rund 480.000 Menschen besuchten im Jahr 2011 an den sechs Öffnungstagen (Dienstag – Sonntag) in der Woche das BMW Museum. Im Jahr 2013 wuchs die Besucherzahl auf 560.000. Damit gehört das Museum neben dem Deutschen Museum, dem Schloss Nymphenburg und der Pinakothek der Moderne zu den beliebtesten Münchner Museen.

### Architektur

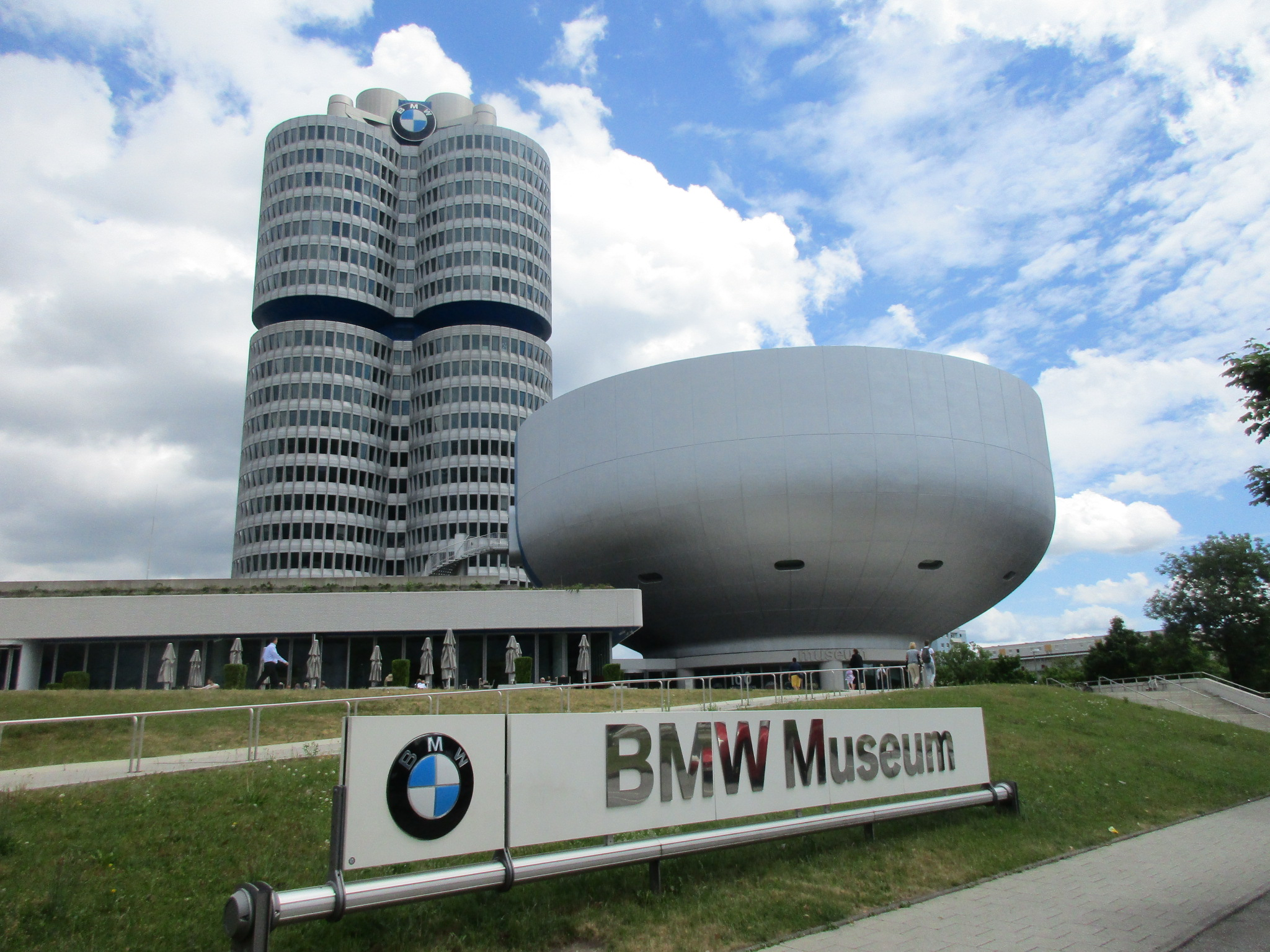
Bodenansicht des BMW Museums

Das auch als Salatschüssel oder Weißwurstkessel bekannte, silbern-futuristische Gebäude wurde vom Architekten des BMW-Hochhauses, dem Wiener Professor Karl Schwanzer, entworfen. Die in etwa kreisförmige Grundfläche hat nur etwa 20 Meter Durchmesser, das Flachdach zirka 40 Meter. Der Eingang ist im Erdgeschoss und besteht aus Garderobe (im Keller) und Empfang. Zunächst kann der Besucher auf einem spiralförmig im Gebäude nach oben laufenden Weg die Ausstellungsstücke besichtigen, die sich im Inneren und zugleich auf der nach außen wölbenden Schale befinden. Auf insgesamt vier „Inseln“ auf dem scheinbar frei hängenden Fußweg finden sich Gelegenheiten, die Eindrücke mit vertonten Diaschauen und einzelnen kleineren Ausstellungsstücken zu vertiefen. Nach wörtlichem „Durchlaufen“ der eigentlichen Ausstellung erreicht der Besucher die obere Etage; hier finden sich einzelne Ausstellungsstücke, ein kleinerer Kinosaal und verschiedene interaktive Exponate, die die Technik weiter erläutern. Über eine zentrale, frei durch den darunter liegenden Raum verlaufende Rolltreppe gelangt der Besucher schließlich wieder ins Erdgeschoss.
Die runde Form des Museums mit einem in Spiralen parallel zur Außenwand geführten Ausstellungsweg erinnert formal an das Guggenheim-Museum. Anders als dort bleibt der Raum innerhalb der Spirale jedoch nicht frei. Im Innenraum werden auf mehreren Ebenen Exponate gezeigt, zumeist historische BMW-Wagen. Das runde Flachdach ist farblich so gestaltet, dass sich von einem erhöhten Standpunkt aus das Firmenlogo von BMW ergibt.

## Renovierung und Erweiterung
Im Zusammenhang mit dem Bau der BMW Welt, die direkt gegenüber gelegen ist, wurde das BMW-Museum 2004 geschlossen, umgebaut und erweitert.
Während der Schließung befand sich eine temporäre Ausstellung im nahe gelegenen Olympiapark. Am 21. Juni 2008 wurde das Museum wieder für regulären Besucherbetrieb geöffnet.
Die Ausstellungsfläche hat sich auf rund 5.000 Quadratmeter verfünffacht. In dem bisherigen Rundgebäude finden Wechselausstellungen statt. Für die völlig neu gestaltete Dauerausstellung wurde angrenzend ein neues mehrstöckiges Gebäude errichtet. Der Entwurf für die Neugestaltung stammt vom Atelier Brückner aus Stuttgart, die medialen Installationen von ART+COM in Berlin.

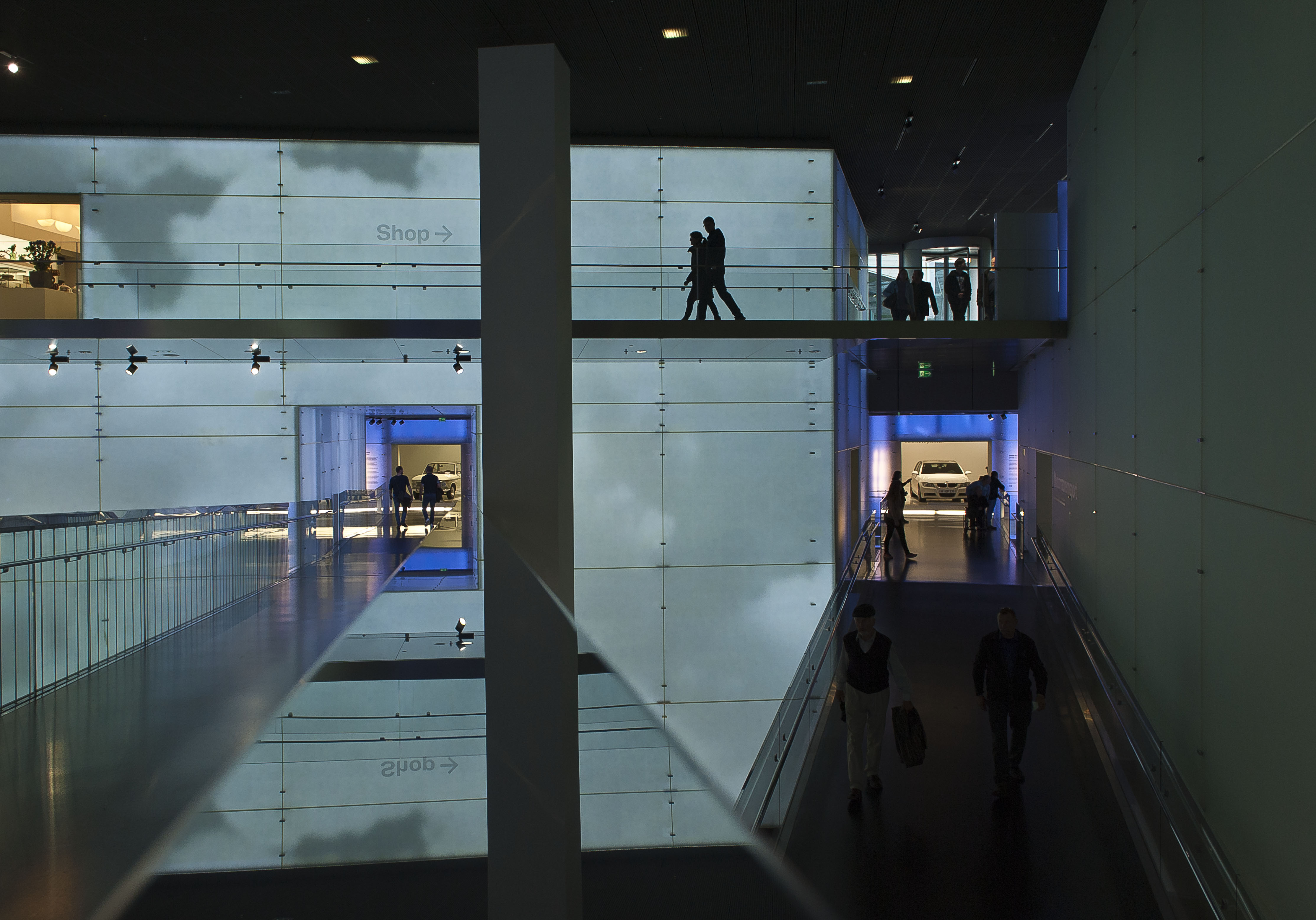
Ausstellungsräume
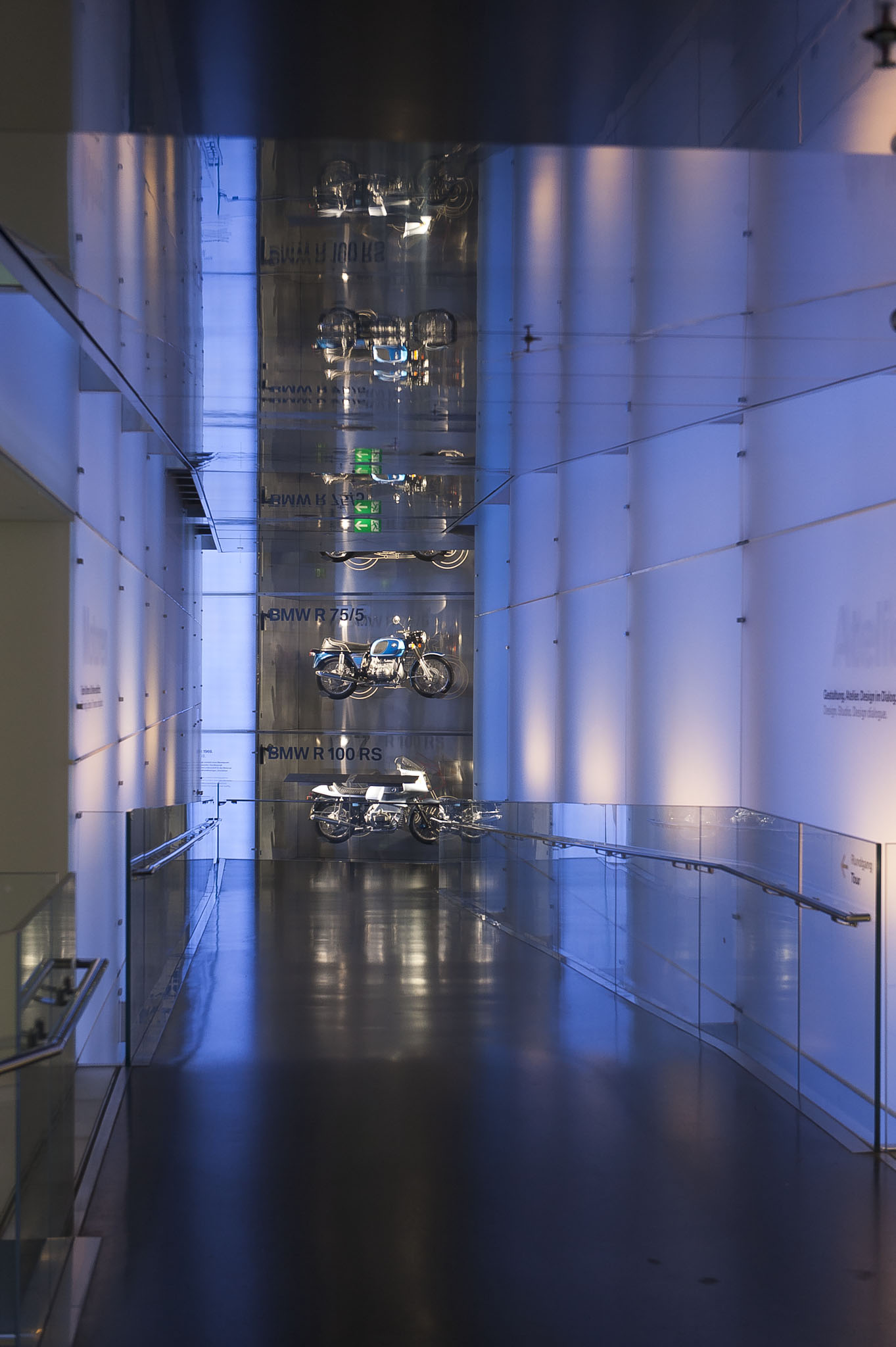
Ausstellungsräume
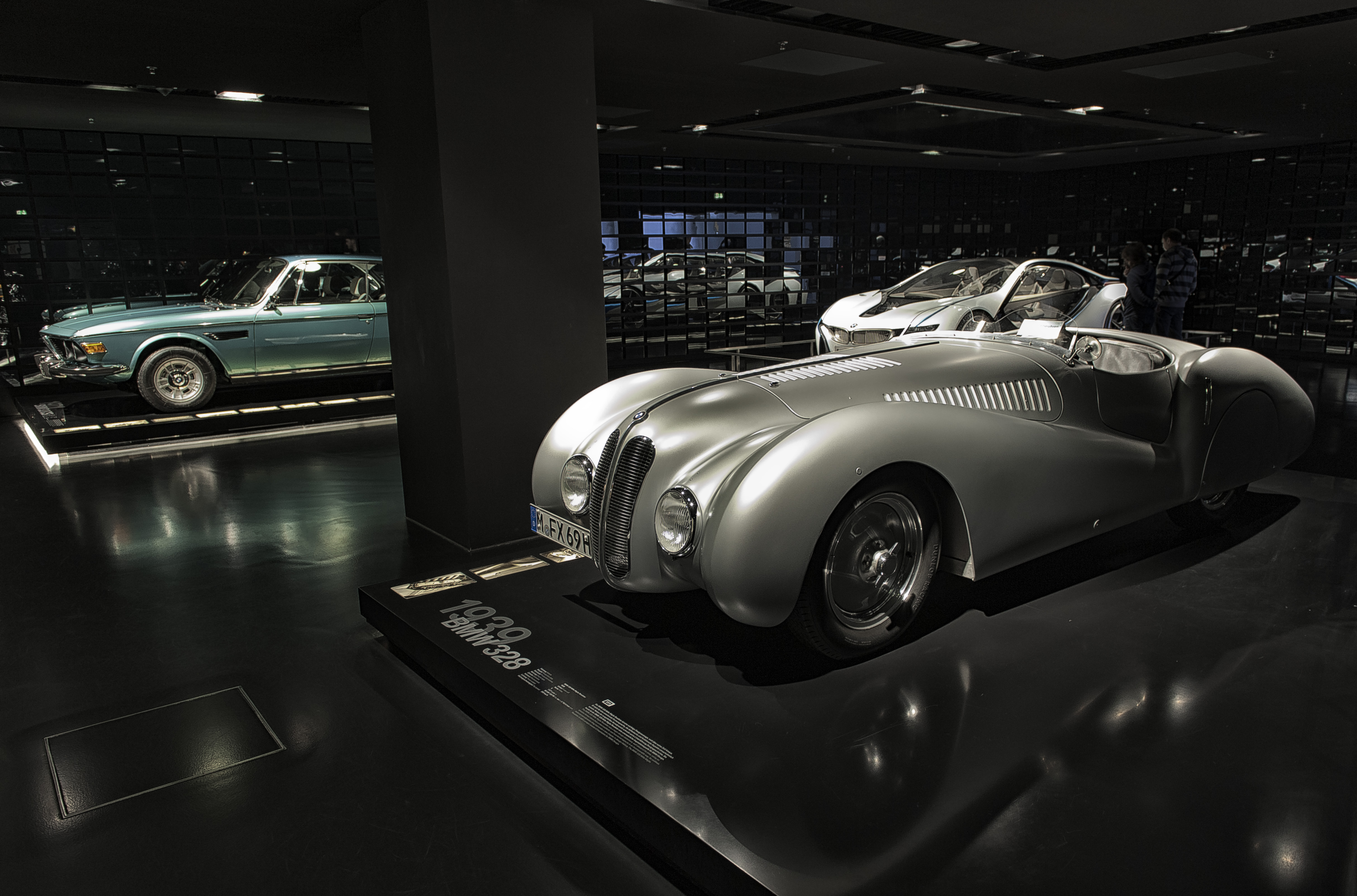
Ausstellungsräume
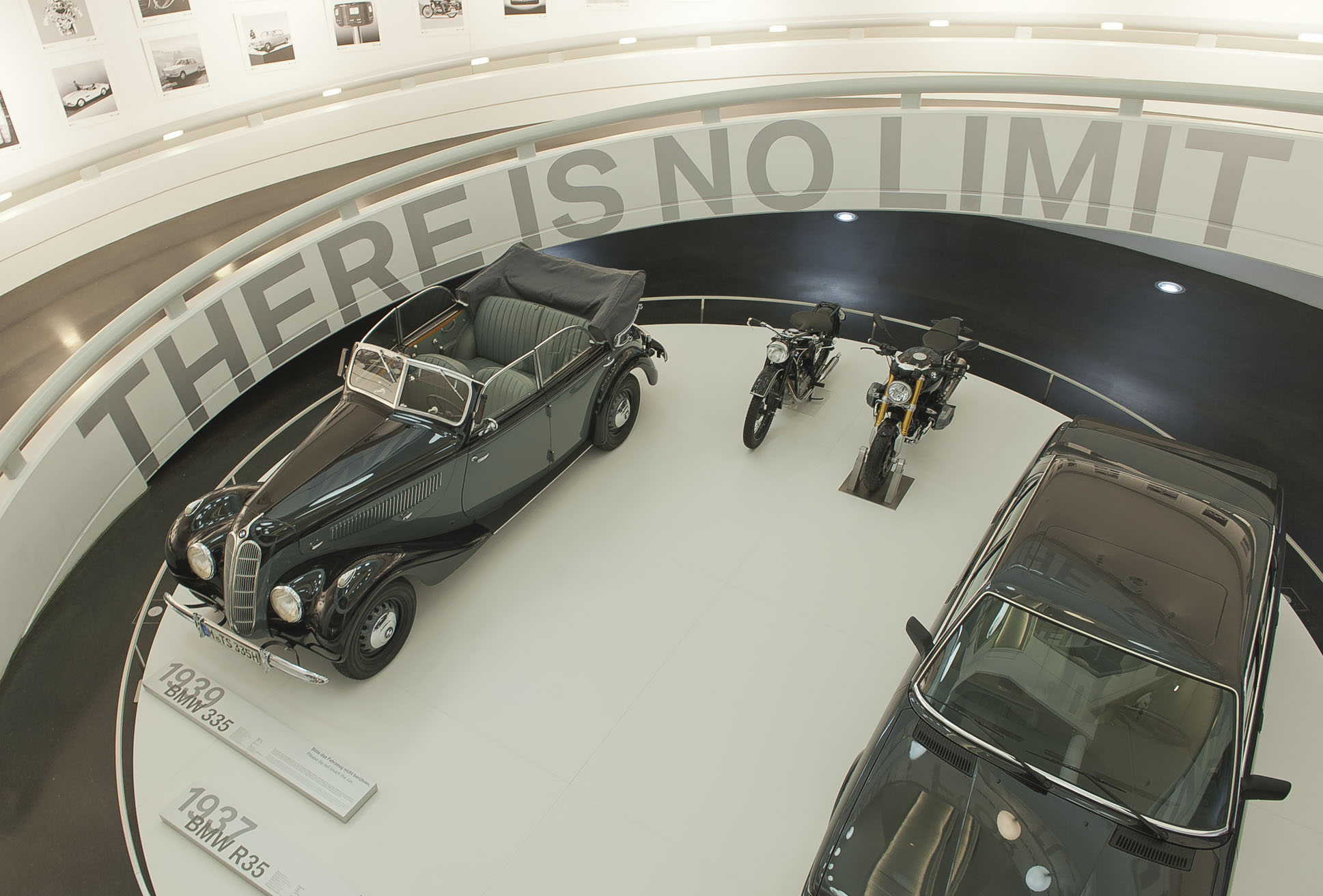
Ausstellungsräume